# فرودگاه وایتهورس - کازینز
فرودگاه وایتهورس - کازینز (به انگلیسی: Whitehorse/Cousins Airport) یک فرودگاه همگانی است که یک باند فرود شن دارد و طول باند آن ۹۷۵ متر است. این فرودگاه در کشور کانادا قرار دارد و در ارتفاع ۶۷۱ متری از سطح دریا واقع شده است.